# Telémaco Morales
Telémaco Morales (Tala (Uruguay), 20 de mayo de 1890 – Las Piedras (Uruguay), 27 de marzo de 1955) fue un concertista guitarrista, compositor y poeta uruguayo. 

## Biografía
Telémaco Bernardino Morales Hernández nació en Tala, departamento de Canelones, Uruguay, en 1890. Fue uno de los 8 hijos de Ignacio Morales e Isabel Hernández. Fue bautizado el 29 de mayo del mismo año en la Iglesia San Salvador. Poco tiempo después la familia se radicó en Blanquillo, donde transcurrió su infancia y comenzó a tocar la guitarra de forma autodidacta.
A los 17 años de edad se independizó, comenzó a trabajar en la Dirección de Correos como estafetero, función que lo haría viajar frecuentemente entre Montevideo y Treinta y Tres, ciudad donde trabó amistad con el guitarrista Laurindo Amaral y los poetas Valentín R. Macedo y Gabriel Guerra, quienes lo motivaron a crear sus propias composiciones. A partir de 1919 creó un estilo propio para guitarra, al que denominó “paja brava” y presentaba sus composiciones como "Aires populares del Uruguay". Su repertorio incluía también vidalitas, pericones, mazurcas, milongas, así como piezas de música clásica y canciones de cuna, que fueron presentadas en 1929 en los salones del Club Centro Uruguay de Vergara.
En 1925 conoció al guitarrista español Miguel Llobet, quien incorporó a sus repetorios dos de sus composiciones de las cuales alababa la precisión y armonía, y cuyo estilo denominó como "armónicos moralescos".
En 1935, durante la dictadura de Gabriel Terra, tuvo que exiliarse en Buenos Aires, ciudad en la que permaneció durante un año. Allí realizó varios conciertos y giras, y conoció a Atahualpa Yupanqui y a Romildo Risso, con quienes se reunía para jugar al ajedrez y hacer música. Al regresar a Uruguay se estableció en la zona rural de Zapicán, donde residió durante 17 años e instaló su academia de guitarra, incorporada al Conservatorio Falleri-Balzo de la ciudad de Durazno. Realizó numerosas giras de conciertos que incluyeron diversas ciudades de Uruguay, Argentina y España.
En 1953 se radicó en la ciudad de Las Piedras, Canelones, donde falleció en 1955.
Registró más de 174 partituras de su autoría.

## Honores
Una calle de Tala lleva su nombre y en la ciudad de Durazno se lo recuerda con un monumento realizado en cerámica por el artista Claudio Silveira Silva, también fue retratado por Bernabé Michelena y José Cuneo.
En 2021 el escritor Schubert Flores publicó el libro Telémaco Morales, el ritmo de la Patria que sedujo a Yupanqui que rescata a esta mítica figura de la música uruguaya.